# New Approach
New Approach est un cheval de course né en Irlande en 2005, participant aux courses de plat. Vainqueur du Derby d'Epsom, il fut le numéro 1 de sa génération à 2 et 3 ans. 

## Carrière de course
New Approach débute en juillet 2007, sous les couleurs de son entraîneur Jim Bolger. Les victoires s'enchaînent et le poulain grimpe aisément les échelons chez lui, en Irlande : un groupe 3, les Tyros Stakes, puis un groupe 2, les Futurity Stakes, dans lesquels il défait aisément un espoir de Coolmore, Henrythenavigator, qui vient de terminer deuxième des Phoenix Stakes. Pour sa première tentative au plus haut niveau, dans les National Stakes, New Approach est opposé à un autre jeune talent issu d'une écurie mastodonte, Godolphin cette fois, Rio de la Plata. Et il ne tremble pas, conservant son invincibilité face au futur vainqueur du Prix Jean-Luc Lagardère. Reste à assoir sa domination chez les Anglais en gagnant les Dewhurst Stakes, souvent le juge de paix lorsqu'il s'agit de désigner le meilleur 2 ans européen. Favori tout désigné, il domine le rapide Fast Company et le futur vainqueur de la Breeders' Cup Classic Raven's Pass, tandis que Rio de la Plata termine quatrième. Invaincu en cinq sorties (au prix d'un parcours qui est le décalque exact de celui d'un autre champion de l'écurie Bolger, Teofilo, qui a gagné les cinq même courses l'année précédente), New Approach est naturellement élu 2 ans européen de l'année, et promu grand favori des classiques du printemps suivant. 
Au cours de l'hiver, New Approach change de propriétaire, acquis pour un montant tenu secret par Cheikh Mohammed qui l'offre à son épouse, la Princesse Haya de Jordanie, sous les couleurs de laquelle il se produit désormais, tout en restant sous la responsabilité de Jim Bolger et la monte de son jockey de toujours, Kevin Manning. Il fait sa rentrée directement dans les 2000 Guinées et connaît pour la première fois le goût de la défaite : à l'issue d'un final à suspense, il concède un nez à Henrythenavigator, tandis que Raven's Pass termine quatrième. La revanche a lieu trois semaines plus tard au Curragh dans les 2000 Guinées Irlandaises, et cette fois New Approach ne peut pas lutter, terminant à près de deux longueurs de son rival. Ce sera leur dernier affrontement puisque Henrythenavigator se concentre désormais sur le mile. Quant à New Approach, il est annoncé depuis l'hiver sur les 2 400 mètres de l'Irish Derby, mais à la surprise générale Jim Bolger change ses plans et le présente au départ du Derby d'Epsom. Un virage heureux, puisque le poulain renoue avec la victoire dans le plus beau derby d'Europe. 
Une petite blessure empêche New Approach de laisser espérer une tentative doublé avec l'Irish Derby, et on le retrouve à la fin de l'été sur les distances intermédiaires, où il se produira exclusivement désormais. Il est battu dans les International Stakes par un Duke of Marmalade alors au sommet de sa forme, et qui vient de s'offrir les King George. New Approach termine troisième, le plus mauvais classement de sa carrière. Une revanche est prévue quinze jours plus tard dans les Irish Champion Stakes, mais Duke of Marmalade déclare forfait peu avant, alors New Approach s'impose aisément face à un lot assez moyen pour une épreuve si prestigieuse. Pour sa dernière apparition en piste, il réalise une véritable démonstration dans les Champion Stakes, en collant six longueurs à un peloton emmené par Twice Over, record de la course à la clé. On ne pouvait rêver meilleure sortie.  
À la fin de l'année, New Approach reçoit le titre de meilleur 3 ans européen (il est d'ailleurs le premier à réussir un tel doublé dans les Cartier Racing Awards), mais doit concéder à la prodigieuse Française Zarkava le titre suprême de cheval de l'année en Europe. En revanche, il termine l'année avec un rating FIAH de 130 (les pouliches étant pénalisées de 4 livres, Zarkava stagne à 128), le meilleur sur la planète en 2008, à égalité avec l'Américain Curlin.

### Résumé de carrière
| Date         | Hippodrome   | Pays        | Course                | Statut      | Distance    | Jockey      | Place       | Écart       | Vainqueur ou deuxième |
| 2007, 2 ans  | 2007, 2 ans  | 2007, 2 ans | 2007, 2 ans           | 2007, 2 ans | 2007, 2 ans | 2007, 2 ans | 2007, 2 ans | 2007, 2 ans | 2007, 2 ans           |
| ------------ | ------------ | ----------- | --------------------- | ----------- | ----------- | ----------- | ----------- | ----------- | --------------------- |
| 15 juillet   | Curragh      | Irlande     | Maiden                |             | 1 400 m     | K. Manning  | 1er / 15    | 2           | Lucifer Sam           |
| 28 juillet   | Leopardstown | Irlande     | Tyros Stakes          | Gr. 3       | 1 400 m     | K. Manning  | 1er / 4     | 2           | Brazilian Star        |
| 25 août      | Curragh      | Irlande     | Futurity Stakes       | Gr. 2       | 1 400 m     | K. Manning  | 1er / 5     | 3           | Curtain Call          |
| 16 septembre | Curragh      | Irlande     | National Stakes       | Gr. 1       | 1 400 m     | K. Manning  | 1er / 9     | 1 ¾         | Rio de la Plata       |
| 20 octobre   | Newmarket    | Royaume-Uni | Dewhurst Stakes       | Gr. 1       | 1 400 m     | K. Manning  | 1er / 10    | 1/2         | Fast Company          |
| 2008, 3 ans  |              |             |                       |             |             |             |             |             |                       |
| 3 mai        | Newmarket    | Royaume-Uni | 2000 Guineas          | Gr. 1       | 1 600 m     | K. Manning  | 2e / 15     | nez         | Henrythenavigator     |
| 24 mai       | Curragh      | Irlande     | Irish 2000 Guineas    | Gr. 1       | 1 600 m     | K. Manning  | 2e / 8      | 1 ¾         | Henrythenavigator     |
| 7 juin       | Epsom        | Royaume-Uni | Derby                 | Gr. 1       | 2 400 m     | K. Manning  | 1er / 16    | 1/2         | Tartan Bearer         |
| 23 août      | Newmarket    | Royaume-Uni | International Stakes  | Gr. 1       | 2 080 m     | K. Manning  | 3e / 9      | 3 ¼         | Duke of Marmalade     |
| 7 septembre  | Leopardstown | Irlande     | Irish Champion Stakes | Gr. 1       | 2 000 m     | K. Manning  | 1er / 8     | 1/2         | Traffic Guard         |
| 18 octobre   | Newmarket    | Royaume-Uni | Champion Stakes       | Gr. 1       | 2 000 m     | K. Manning  | 1er / 11    | 6           | Twice Over            |

## Au haras
Exploité comme étalon par Darley Stud, la structure d'élevage de Godolphin, New Approach fait la navette entre Dalham Stud à Newmarket et Northwood Park Stud Farm en Australie. D'abord proposé à £ 30 000 la saillie, il a vu son tarif augmenter pour culminer à £ 80 000 à la faveur des bons résultats de ses produits, avant de revenir à £ 30 000 à la fin de la décennie. Il est le père de plusieurs vainqueurs de groupe 1, parmi lesquels (avec le père de mère entre parenthèses) :
- Dawn Approach (Phone Trick) : Vincent O'Brien National Stakes, Dewhurst Stakes, 2000 Guinées, St. James's Palace Stakes. 2 ans de l'année en Europe (2012)
- Mac Swiney (Teofilo) : Futurity Trophy, 2000 Guinées Irlandaises, 3e Champion Stakes, 4e Derby.
- Masar (Cape Cross) : Derby, 3e Prix Jean-Luc Lagardère, 2000 Guinées.
- Talent (Peintre Célèbre) : Oaks, 2e St Leger, 3e British Champions Fillies & Mares Stakes.
- Cascadian (Street Cry) : Doncaster Mile (Gr.1), All-Aged Stakes (Gr.1), Australian Cup (Gr.1) 2e Prix Jean Prat, VRC Cantala Stakes (Gr.1), 3e C.R. Orr Stakes (Gr.1)
- Sultanina (Zafonic) : Nassau Stakes.

New Approach est également le père de mère de Earthlight (par Shamardal, vainqueur du Prix Morny et des Middle Park Stakes), Modern Games (par Dubawi, vainqueur du Breeders' Cup Juvenile Turf, de la Poule d'Essai des Poulains et du Breeders' Cup Mile) et de la sœur de celui-ci, Mawj (1000 Guinées, Queen Elizabeth II Challenge Cup).

## Origines
New Approach est né dans la pourpre. Il issu de la deuxième génération de produits du champion Galileo, qu'il a contribué à propulser au firmament de l'élevage européen sur lequel il va régner durant une quinzaine d'années. Sa mère est une fameuse Irlandaise, Park Express. Fille du sprinter et influent reproducteur Ahonoora, celle-ci était une championne sur les pistes, lauréate des Irish Champion Stakes comme son fils, ainsi que des Nassau Stakes et des Lancashire Oaks (Gr.3), deuxième des Yorkshire Oaks, des Blandford Stakes (Gr.2), des Leopardstown Stakes (Gr.2), troisième des Champion Stakes et des 1000 Guineas Trial Stakes (Gr.3). Au haras Park Express, qui a perdu la vue à 16 ans (New Approach, son dernier poulain, portait une clochette pour être repéré par sa mère au pré) est devenue une fantastique matrone, dont voici l'essentiel de la descendance :
- Park Heiress (1991, Sadler's Wells), mère de :
  - Castlethorpe (Not A Single Doubt) : Winter Guineas (Gr.3, Afrique du Sud), 2e Rising Sun Gold Challenge (Gr.1), Diadem Stakes (Gr.2). 3e Matchem Stakes (Gr.3).
- Shinko Forest (1993, Green Desert) : Takamatsunomiya Kinen (Gr.1), Hankyu Hai (Gr.3), Hakodate Sprint Stakes (Gr.3). 3e Takamatsunomiya Kinen (Gr.1), Silk Road Stakes. Étalon.
- Dazzling Park (1996, Warning) : Irish Champion Stakes, Park Stakes (Gr.3). 3e Irish 1000 Guineas, Gallinule Stakes (Gr.3).
- Alluring Park (1999, Green Desert), mère de :
  - Was (Galileo) : Oaks, 2e Pretty Polly Stakes, 3e Yorkshire Oaks, Nassau Stakes, Blue Wind Stakes (Gr.3). Mère de :
    - Concert Hall (Dubawi) : Weld Park Stakes (Gr.3).

  - Amhran Na Bhfiann (Galileo) : Curragh Cup (Gr.2), 3e Derby.
  - Douglas Macarthur (Galileo) : Derrinstown Stud Derby Trial Stakes (Gr.3), 2e Ballysax Stakes (Gr.3), 3e Juvenile Turf Stakes (Gr.3).
  - Al Naamah (Galileo), vendue 5 millions de Guinées yearling (record du monde pour une pouliche), 2e Prix Cléopâtre (Gr.3). 3e Prix Minerve (Gr.3).
  - Al Jassasiyah (Galileo), mère de :
    - Mashael (Dubawi) : 2e Prix de Flore (Gr.3).
- New Approach.

### Pedigree
| Origines de New Approach (IRE), mâle alezan, 2005 | Origines de New Approach (IRE), mâle alezan, 2005 | Origines de New Approach (IRE), mâle alezan, 2005 | Origines de New Approach (IRE), mâle alezan, 2005 |
| ------------------------------------------------- | ------------------------------------------------- | ------------------------------------------------- | ------------------------------------------------- |
| Père Galileo 1998                                 | Sadler's Wells 1981                               | Northern Dancer                                   | Nearctic                                          |
| Père Galileo 1998                                 | Sadler's Wells 1981                               | Northern Dancer                                   | Natalma                                           |
| Père Galileo 1998                                 | Sadler's Wells 1981                               | Fairy Bridge                                      | Bold Reason                                       |
| Père Galileo 1998                                 | Sadler's Wells 1981                               | Fairy Bridge                                      | Special                                           |
| Père Galileo 1998                                 | Urban Sea 1989                                    | Miswaki                                           | Mr. Prospector                                    |
| Père Galileo 1998                                 | Urban Sea 1989                                    | Miswaki                                           | Hopespringeternal                                 |
| Père Galileo 1998                                 | Urban Sea 1989                                    | Allegretta                                        | Lombard                                           |
| Père Galileo 1998                                 | Urban Sea 1989                                    | Allegretta                                        | Anatevka                                          |
| Mère Park Express 1983                            | Ahonoora 1975                                     | Lorenzaccio                                       | Klairon                                           |
| Mère Park Express 1983                            | Ahonoora 1975                                     | Lorenzaccio                                       | Phoenissa                                         |
| Mère Park Express 1983                            | Ahonoora 1975                                     | Helen Nichols                                     | Martial                                           |
| Mère Park Express 1983                            | Ahonoora 1975                                     | Helen Nichols                                     | Quaker Girl                                       |
| Mère Park Express 1983                            | Matcher 1966                                      | Match II                                          | Tantième                                          |
| Mère Park Express 1983                            | Matcher 1966                                      | Match II                                          | Relance                                           |
| Mère Park Express 1983                            | Matcher 1966                                      | Lachine                                           | Grey Sovereign                                    |
| Mère Park Express 1983                            | Matcher 1966                                      | Lachine                                           | Loved One (famille 19-b)                          |